# 금권정치

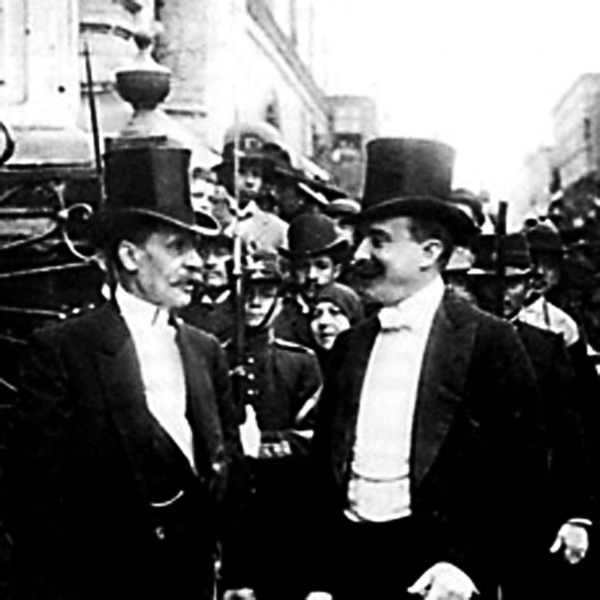

금권정치(金權政治, 영어: Plutocracy)는 부유한 계급·계층이 돈의 힘에 의해서 지배하는 정치 또는 체제이다. 금권 정치는 역사적으로 세계사의 각 시대의 각 국가에서 나타났는데, 고대 그리스 아테네 민주 정치에서 솔론이 제안한 개혁부터 시작되었다.

## 같이 보기
- 귀족정
- 아나르코자본주의
- 바나나 공화국
- 엘리트주의
- 도둑정치
- 과두제
- 금권경제
- 상류층

## 참고 자료
- 이 문서에는 다음커뮤니케이션(현 카카오)에서 GFDL 또는 CC-SA 라이선스로 배포한 글로벌 세계대백과사전의 내용을 기초로 작성된 글이 포함되어 있습니다.